# Patryk Dobek
Patryk Dobek (født 13. februar 1994) er en polsk atlet, der konkurrerer i hækkeløb. 
Han repræsenterede sit land under verdensmesterskaberne i atletik 2015 i Beijing, hvor han blev nummer 7 i 400 meter hækkeløb.
Han vandt bronze for sit land på 800 meter ved Sommer-OL 2020 i Tokyo.